# Керч
Керч (рус. Керчь; струс. ; стгрч.  []; тур. Kerç) град је на источном делу полуострва Крим (спорно подручје Русије и Украјине), у Републици Крим (према гледишту Русије) односно у Аутономној Републици Крим (према гледишту Украјине). Важан је трговачко-економски центар и богат културном историјом.
Према процени из 2015. у граду је живело 147.668 становника.

## Становништво
Према процени, у граду је 2015. живело 147.668 становника.
| 1979.   | 1989.   | 2001.   | 2012.   |
| ------- | ------- | ------- | ------- |
| 166.827 | 174.365 | 157.007 | 145.845 |

## Познати Керчани
- Лука Симферопољски, (1877-1961), руски и совјетски теолог, хирург, духовник, књижевник, доктор медицинских наука, доктор богословских наука и професор, архиепископ симферопољски и кримски, светитељ Руске православне цркве